# European Rugby Challenge Cup 2023-2024
La European Rugby Challenge Cup 2023-24 (in inglese 2023-24 European Rugby Challenge Cup; in francese Challenge européen 2023-24) fu la 10ª edizione della European Rugby Challenge Cup, competizione per club di rugby a 15 organizzata da European Professional Club Rugby come torneo cadetto della Champions Cup, nonché la 28ª assoluta della Challenge Cup.
La competizione si svolse tra l'8 dicembre 2023 e il 24 maggio 2024 tra 18 squadre provenienti da 6 federazioni (Francia, Galles, Inghilterra, Italia, Scozia, Sudafrica e, per la prima volta, Georgia).
8 club giunsero alla competizione direttamente dai propri campionati nazionali, 8 dallo United Rugby Championship 2022-23 e due, la franchise sudafricana dei Cheetahs e quella georgiana del Black Lion, furono invitate.
Il valore delle marcature, come stabilito da World Rugby nel 2017, è: 5 punti per ciascuna meta (7 se trasformata), 7 punti per la meta tecnica, 3 punti per la realizzazione di ciascun calcio piazzato, idem per il drop.

## Formula
Al torneo partecipano 18 squadre così determinate:
- le 2 squadre dal decimo all'undicesimo posto della Premiership 2022-23[4];
- le 4 squadre dal nono al dodicesimo posto del Top 14 2022-23;
- la vincitrice del Pro D2 della stessa stagione:
- la vincitrice dello spareggio tra la tredicesima di Top 14 e la seconda di Pro D2 della stessa stagione;
- le 8 ultime classificate dello United Rugby Championship 2022-23;
- i Cheetahs, franchise sudafricana, e il Black Lion, franchise georgiana, invitate a partecipare al torneo[1].

Le 18 squadre qualificate sono ripartite in 3 gironi da 6 squadre. I club sono sorteggiati casualmente rispettando le condizioni che ogni girone può contenere un massimo di 1 squadra proveniente dalla Premiership, 2 dal Top 14 e 3 dall'United Rugby Championship ed, inoltre, che non può includere due club provenienti dallo stesso girone geografico dello United Rugby Championship. Ciascuna squadra disputa in totale 4 match, due in casa e due in trasferta, giocando ogni partita con un avversario diverso.
Le prime 4 squadre di ogni girone partecipano agli ottavi di finale insieme ai club classificatesi al quinto posto di ogni girone della Champions Cup 2023-24.
Le sedici squadre sono organizzate in un ranking basato sulla posizione in classifica e sui punti ottenuti nel proprio girone: le formazioni qualificatesi prime occupano i posti dall'1 al 3, le seconde dal 4 all'6, le due migliori terze dal 7 al 8, quelle provenienti dalla Champions Cup dal 9 al 12, la peggior terza il 13 e le quarte dal 14 al 16. Gli accoppiamenti degli ottavi di finale, che si giocano in gare di sola andata, sono determinati secondo il seguente schema: 1 vs 16 (R16 1), 2 vs 15 (R16 2), 3 vs 14 (R16 3), 4 vs 13 (R16 4), 5 vs 12 (R16 5), 6 vs 11 (R16 6), 7 vs 10 (R16 7), 8 vs 9 (R16 8). Le otto squadre meglio classificate in ogni girone hanno il vantaggio di giocare in casa.
I quarti di finale si giocano in partita unica e gli accoppiamenti, possibili tra squadre anche provenienti dallo stesso campionato, sono determinati secondo il seguente schema: vincitore R16 1 vs vincitore R16 8 (QF1), vincitore R16 2 vs vincitore R16 7 (QF2), vincitore R16 3 vs vincitore R16 6 (QF3), vincitore R16 4 vs vincitore R16 5 (QF4). Le squadre meglio classificate nella fase a gironi giocano la partita in casa.
Le semifinali, che si svolgono in partita unica, si tengono tra i vincitori dei quarti di finale abbinati secondo il seguente schema: vincitore QF1 vs vincitore QF4, vincitore QF2 vs vincitore QF3. Così come nel turno precedente (quarti di finale), la squadra meglio classificata nella fase a gironi ha il vantaggio di giocare in casa.
La finale si svolse al Tottenham Hotspur Stadium di Londra, nel Regno Unito.

## Squadre partecipanti
Oltre alle squadre provenienti dai tre maggiori campionati europei, l'EPCR invitò a partecipare due franchigie: i Cheetahs dal Sudafrica e il Black Lion dalla Georgia; quest'ultima è la prima squadra georgiana della storia ad aver mai partecipato in uno dei maggiori tornei professionistici organizzati da EPCR.

### Classificazione per torneo
|   | Top 14      | Premiership | Pro14     | Invitate   |
| - | ----------- | ----------- | --------- | ---------- |
| 1 | Castres     | Gloucester  | Sharks    | Cheetahs   |
| 2 | Clermont    | Newcastle   | Lions     | Black Lion |
| 3 | Montpellier | –           | Benetton  | –          |
| 4 | Pau         | –           | Edimburgo | –          |
| 5 | Perpignano  | –           | Ospreys   | –          |
| 6 | Oyonnax     | –           | Scarlets  | –          |
| 7 | –           | –           | Dragons   | –          |
| 8 | –           | –           | Zebre     | –          |

### Composizione dei gironi
| Girone 1 | Girone 2    | Girone 3   |
| -------- | ----------- | ---------- |
| Cheetahs | Benetton    | Black Lion |
| Dragons  | Lions       | Castres    |
| Oyonnax  | Montpellier | Clermont   |
| Pau      | Newcastle   | Edimburgo  |
| Sharks   | Ospreys     | Gloucester |
| Zebre    | Perpignano  | Scarlets   |

## Fase a gironi

### Girone 1
|            | Incontri girone 1  |       |
| ---------- | ------------------ | ----- |
| 9-12-2023  | Zebre – Cheetahs   | 15-33 |
| 9-12-2023  | Sharks – Pau       | 45-5  |
| 9-12-2023  | Dragons – Oyonnax  | 24-7  |
| 16-12-2023 | Oyonnax – Zebre    | 14-21 |
| 16-12-2023 | Pau – Dragons      | 24-21 |
| 17-12-2023 | Cheetahs – Sharks  | 32-29 |
| 13-1-2024  | Sharks – Oyonnax   | 38-7  |
| 13-1-2024  | Zebre – Dragons    | 20-17 |
| 14-1-2024  | Cheetahs – Pau     | 20-33 |
| 20-1-2024  | Pau – Zebre        | 28-27 |
| 20-1-2024  | Oyonnax – Cheetahs | 28-27 |
| 21-1-2024  | Dragons – Sharks   | 9-29  |

#### Classifica
| Pos | Squadra  | G | V | N | P | PF  | PS  | P±  | BP | PT |
| --- | -------- | - | - | - | - | --- | --- | --- | -- | -- |
| 1   | Sharks   | 4 | 3 | 0 | 1 | 141 | 53  | 88  | 5  | 17 |
| 2   | Pau      | 4 | 3 | 0 | 1 | 90  | 113 | −23 | 0  | 12 |
| 3   | Cheetahs | 4 | 2 | 0 | 2 | 112 | 105 | 7   | 3  | 11 |
| 4   | Zebre    | 4 | 2 | 0 | 2 | 83  | 92  | −9  | 2  | 10 |
| 5   | Dragons  | 4 | 1 | 0 | 3 | 71  | 80  | −9  | 3  | 7  |
| 6   | Oyonnax  | 4 | 1 | 0 | 3 | 56  | 110 | −54 | 2  | 6  |

### Girone 2
|            | Incontri girone 2       |       |
| ---------- | ----------------------- | ----- |
| 9-12-2023  | Ospreys – Benetton      | 43-34 |
| 10-12-2023 | Perpignano – Lions      | 12-28 |
| 10-12-2023 | Newcastle – Montpellier | 19-24 |
| 16-12-2023 | Benetton – Perpignano   | 29-7  |
| 16-12-2023 | Lions – Newcastle       | 35-13 |
| 17-12-2023 | Montpellier – Ospreys   | 38-5  |
| 12-1-2024  | Newcastle – Benetton    | 18-57 |
| 12-1-2024  | Ospreys – Perpignano    | 25-3  |
| 13-1-2024  | Montpellier – Lions     | 13-3  |
| 20-1-2024  | Benetton – Montpellier  | 27-19 |
| 21-1-2024  | Perpignano – Newcastle  | 23-32 |
| 21-1-2024  | Lions – Ospreys         | 28-38 |

#### Classifica
| Pos | Squadra     | G | V | N | P | PF  | PS  | P±  | BP | PT |
| --- | ----------- | - | - | - | - | --- | --- | --- | -- | -- |
| 1   | Benetton    | 4 | 3 | 0 | 1 | 147 | 87  | 60  | 3  | 15 |
| 2   | Montpellier | 4 | 3 | 0 | 1 | 94  | 54  | 40  | 2  | 14 |
| 3   | Ospreys     | 4 | 3 | 0 | 1 | 111 | 103 | 8   | 2  | 14 |
| 4   | Lions       | 4 | 2 | 0 | 2 | 94  | 76  | 18  | 2  | 10 |
| 5   | Newcastle   | 4 | 1 | 0 | 3 | 82  | 139 | −57 | 1  | 5  |
| 6   | Perpignano  | 4 | 0 | 0 | 4 | 45  | 114 | −69 | 0  | 0  |

### Girone 3
|            | Incontri girone 3       |       |
| ---------- | ----------------------- | ----- |
| 8-12-2023  | Clermont – Edimburgo    | 31-18 |
| 9-12-2023  | Black Lion – Gloucester | 10-15 |
| 9-12-2023  | Castres – Scarlets      | 34-16 |
| 15-12-2023 | Scarlets – Black Lion   | 7-23  |
| 15-12-2023 | Gloucester – Clermont   | 28-17 |
| 17-12-2023 | Edimburgo – Castres     | 34-21 |
| 13-1-2024  | Clermont – Scarlets     | 38-17 |
| 13-1-2024  | Castres – Black Lion    | 28-6  |
| 13-1-2024  | Edimburgo – Gloucester  | 20-21 |
| 19-1-2024  | Scarlets – Edimburgo    | 19-31 |
| 19-1-2024  | Gloucester – Castres    | 35-5  |
| 20-1-2024  | Black Lion – Clermont   | 3-36  |

#### Classifica
| Pos | Squadra    | G | V | N | P | PF  | PS  | P±  | BP | PT |
| --- | ---------- | - | - | - | - | --- | --- | --- | -- | -- |
| 1   | Gloucester | 4 | 4 | 0 | 0 | 99  | 52  | 47  | 1  | 17 |
| 2   | Clermont   | 4 | 3 | 0 | 1 | 122 | 66  | 56  | 3  | 15 |
| 3   | Edimburgo  | 4 | 2 | 0 | 2 | 103 | 92  | 11  | 3  | 11 |
| 4   | Castres    | 4 | 2 | 0 | 2 | 88  | 91  | −3  | 2  | 10 |
| 5   | Black Lion | 4 | 1 | 0 | 3 | 42  | 86  | −44 | 1  | 5  |
| 6   | Scarlets   | 4 | 0 | 0 | 4 | 59  | 126 | −67 | 0  | 0  |

## Ordine di qualificazione
| Ordine                               | Squadra              | Pt                   | Mt                   | Diff                 |
| Vincitrici di girone                 | Vincitrici di girone | Vincitrici di girone | Vincitrici di girone | Vincitrici di girone |
| ------------------------------------ | -------------------- | -------------------- | -------------------- | -------------------- |
| 1                                    | Sharks               | 17                   | 21                   | +88                  |
| 2                                    | Gloucester           | 17                   | 9                    | +47                  |
| 3                                    | Benetton             | 15                   | 19                   | +60                  |
| Seconde classificate                 |                      |                      |                      |                      |
| 4                                    | Clermont             | 15                   | 17                   | +56                  |
| 5                                    | Montpellier          | 14                   | 15                   | +40                  |
| 6                                    | Pau                  | 12                   | 10                   | -23                  |
| Terze classificate (migliori due)    |                      |                      |                      |                      |
| 7                                    | Ospreys              | 14                   | 15                   | +8                   |
| 8                                    | Edimburgo            | 11                   | 15                   | +11                  |
| Quinte classificate in Champions Cup |                      |                      |                      |                      |
| 9                                    | Bayonne              | 8                    | 11                   | -25                  |
| 10                                   | Sale Sharks          | 6                    | 13                   | -7                   |
| 11                                   | Connacht             | 6                    | 13                   | -52                  |
| 12                                   | Ulster               | 5                    | 12                   | -59                  |
| Terze classificate (peggiore)        |                      |                      |                      |                      |
| 13                                   | Cheetahs             | 11                   | 14                   | +7                   |
| Quarte classificate                  |                      |                      |                      |                      |
| 14                                   | Lions                | 10                   | 10                   | +18                  |
| 15                                   | Castres              | 10                   | 13                   | -3                   |
| 16                                   | Zebre                | 10                   | 11                   | -9                   |

## Fase finale
|  | Ottavi di finale | Ottavi di finale | Ottavi di finale |            |            | Quarti di finale | Quarti di finale | Quarti di finale |  |  | Semifinali | Semifinali | Semifinali |  |  | Finale | Finale | Finale |  |
|  |                  |                  |                  |            |            |                  |                  |                  |  |  |            |            |            |  |  |        |        |        |  |
|  | 1                | Sharks           | 47               |            |            |                  |                  |                  |  |  |            |            |            |  |  |        |        |        |  |
|  | 1                | Sharks           | 47               |            |            |                  |                  |                  |  |  |            |            |            |  |  |        |        |        |  |
|  | 16               | Zebre            | 3                |            |            |                  |                  |                  |  |  |            |            |            |  |  |        |        |        |  |
|  | 16               | Zebre            | 3                |            | Sharks     | Sharks           | 36               |                  |  |  |            |            |            |  |  |        |        |        |  |
|  |                  |                  |                  |            | Sharks     | Sharks           | 36               |                  |  |  |            |            |            |  |  |        |        |        |  |
|  |                  |                  | Edimburgo        | Edimburgo  | 30         |                  |                  |                  |  |  |            |            |            |  |  |        |        |        |  |
|  | 8                | Edimburgo        | Edimburgo        | Edimburgo  | 30         | 33               |                  |                  |  |  |            |            |            |  |  |        |        |        |  |
|  | 8                | Edimburgo        |                  |            |            |                  |                  |                  |  |  |            |            |            |  |  |        |        |        |  |
|  | 9                | Bayonne          | 15               |            |            |                  |                  |                  |  |  |            |            |            |  |  |        |        |        |  |
|  | 9                | Bayonne          | 15               |            | Sharks     | Sharks           | 32               |                  |  |  |            |            |            |  |  |        |        |        |  |
|  |                  |                  |                  |            |            |                  |                  |                  |  |  |            |            |            |  |  |        |        |        |  |
|  |                  |                  | Clermont         | Clermont   | 31         |                  |                  |                  |  |  |            |            |            |  |  |        |        |        |  |
|  | 4                | Clermont         | Clermont         | Clermont   | 31         | 27               |                  |                  |  |  |            |            |            |  |  |        |        |        |  |
|  | 4                | Clermont         |                  |            |            |                  |                  |                  |  |  |            |            |            |  |  |        |        |        |  |
|  | 13               | Cheetahs         | 22               |            |            |                  |                  |                  |  |  |            |            |            |  |  |        |        |        |  |
|  | 13               | Cheetahs         | 22               |            | Clermont   | Clermont         | 53               |                  |  |  |            |            |            |  |  |        |        |        |  |
|  |                  |                  |                  |            | Clermont   | Clermont         | 53               |                  |  |  |            |            |            |  |  |        |        |        |  |
|  |                  |                  | Ulster           | Ulster     | 14         |                  |                  |                  |  |  |            |            |            |  |  |        |        |        |  |
|  | 5                | Montpellier      | Ulster           | Ulster     | 14         | 17               |                  |                  |  |  |            |            |            |  |  |        |        |        |  |
|  | 5                | Montpellier      |                  |            |            |                  |                  |                  |  |  |            |            |            |  |  |        |        |        |  |
|  | 12               | Ulster           | 40               |            |            |                  |                  |                  |  |  |            |            |            |  |  |        |        |        |  |
|  | 12               | Ulster           | 40               |            | Sharks     | Sharks           | 36               |                  |  |  |            |            |            |  |  |        |        |        |  |
|  |                  |                  |                  |            |            |                  |                  |                  |  |  |            |            |            |  |  |        |        |        |  |
|  |                  |                  | Gloucester       | Gloucester | 22         |                  |                  |                  |  |  |            |            |            |  |  |        |        |        |  |
|  | 2                | Gloucester       | Gloucester       | Gloucester | 22         | 30               |                  |                  |  |  |            |            |            |  |  |        |        |        |  |
|  | 2                | Gloucester       |                  |            |            |                  |                  |                  |  |  |            |            |            |  |  |        |        |        |  |
|  | 15               | Castres          | 25               |            |            |                  |                  |                  |  |  |            |            |            |  |  |        |        |        |  |
|  | 15               | Castres          | 25               |            | Gloucester | Gloucester       | 23               |                  |  |  |            |            |            |  |  |        |        |        |  |
|  |                  |                  |                  |            | Gloucester | Gloucester       | 23               |                  |  |  |            |            |            |  |  |        |        |        |  |
|  |                  |                  | Ospreys          | Ospreys    | 13         |                  |                  |                  |  |  |            |            |            |  |  |        |        |        |  |
|  | 7                | Ospreys          | Ospreys          | Ospreys    | 13         | 23               |                  |                  |  |  |            |            |            |  |  |        |        |        |  |
|  | 7                | Ospreys          |                  |            |            |                  |                  |                  |  |  |            |            |            |  |  |        |        |        |  |
|  | 10               | Sale Sharks      | 15               |            |            |                  |                  |                  |  |  |            |            |            |  |  |        |        |        |  |
|  | 10               | Sale Sharks      | 15               |            | Gloucester | Gloucester       | 40               |                  |  |  |            |            |            |  |  |        |        |        |  |
|  |                  |                  |                  |            |            |                  |                  |                  |  |  |            |            |            |  |  |        |        |        |  |
|  |                  |                  | Benetton         | Benetton   | 23         |                  |                  |                  |  |  |            |            |            |  |  |        |        |        |  |
|  | 3                | Benetton         | Benetton         | Benetton   | 23         | 27               |                  |                  |  |  |            |            |            |  |  |        |        |        |  |
|  | 3                | Benetton         |                  |            |            |                  |                  |                  |  |  |            |            |            |  |  |        |        |        |  |
|  | 14               | Lions            | 17               |            |            |                  |                  |                  |  |  |            |            |            |  |  |        |        |        |  |
|  | 14               | Lions            | 17               |            | Benetton   | Benetton         | 39               |                  |  |  |            |            |            |  |  |        |        |        |  |
|  |                  |                  |                  |            | Benetton   | Benetton         | 39               |                  |  |  |            |            |            |  |  |        |        |        |  |
|  |                  |                  | Connacht         | Connacht   | 24         |                  |                  |                  |  |  |            |            |            |  |  |        |        |        |  |
|  | 6                | Pau              | Connacht         | Connacht   | 24         | 30               |                  |                  |  |  |            |            |            |  |  |        |        |        |  |
|  | 6                | Pau              |                  |            |            |                  |                  |                  |  |  |            |            |            |  |  |        |        |        |  |
|  | 11               | Connacht         | 40               |            |            |                  |                  |                  |  |  |            |            |            |  |  |        |        |        |  |

### Ottavi di finale
| Arbitro: | Andrew Brace |

|                                 |      |                                        |
| Mercer 8’ May 27’ Llewellyn 31’ | mt   | 1’ Dumora 72’ Zarantonello 82’ Raisuqe |
| Carreras 9’, 28’, 33’           | tr   | 2’, 72’ Popelin                        |
| Carreras 55’, 61’, 79’          | c.p. | 39’, 52’ Popelin                       |

| Arbitro: | Sam Grove-White |

|                                               |      |                          |
| Jurand 1’ Delguy 37’ Fourcade 41’ Jauneau 53’ | mt   | 62’, 72’ Qoma 68’ Mafura |
| Belleau 2’, 42’                               | tr   | 63’, 73’ Pienaar         |
| Belleau 22’                                   | c.p. | 11’ Pienaar              |

| Arbitro: | Christophe Ridley |

|                                    |      |                          |
| Gallo 8’ Ratave 33’ Bernasconi 51’ | mt   | 2’ Visagie 46’ Hendrikse |
| Umaga 9’, 34’, 52’                 | tr   | 3’, 47’ Hendrikse        |
| Albornoz 63’                       | c.p. | 37’ Hendrikse            |
| Rhyno Smith 27’                    | drop |                          |

| Arbitro: | Mathieu Raynal |

|                                          |      |                       |
| Morris 32’ Giles 46’ Morgan-Williams 48’ | mt   | 61’ Reed 69’ B. Curry |
| O. Williams 49’                          | tr   | 69’ R. du Preez       |
| O. Williams 25’, 78’                     | c.p. | 31’ R. du Preez       |

| Arbitro: | Chris Busby |

|                                                         |      |                 |
| Watson 23’ Currie 42’ Vellacott 53’, 56’ v.d. Merwe 67’ | mt   | 17’, 49’ Spring |
| Healy 42’, 54’, 57’, 69’                                | tr   | 18’ Spring      |
|                                                         | c.p. | 48’ Spring      |

| Arbitro: | Ben Whitehouse |

|                             |      |                                                                            |
| Willemse 9’ Eymeri 23’      | mt   | 27’ Addison 42’ Baloucoune 62’ Wilson 67’ McCann 77’ McCloskey 80’ tecnica |
| Foursans-Bourdette 10’, 24’ | tr   | 30’, 63’, 68’, 79’ Cooney                                                  |
| Foursans-Bourdette 38’      | c.p. |                                                                            |

| Arbitro: | Anthony Woodthorpe |

|                                                                           |      |         |
| Tshituka 6’ Kok 20’ Rahl 35’ Fassi 43’ Buthelezi 56’ Hooker 64’ Bosch 74’ | mt   |         |
| Masuku 7’, 21’, 36’, 44’, 65’ Bosch 75’                                   | tr   |         |
|                                                                           | c.p. | 5’ Eden |

| Arbitro: | Andrea Piardi |

|                               |      |                                                                |
| Zegueur 9’, 38’ Fisi‘ihoi 46’ | mt   | 4’ Heffernan 14’, 78’ Prendergast 44’ Bolton 54’ Blade 64’ Aki |
| Simmonds 9’, 39’, 47’         | tr   | 6’, 45’ Carty 55’, 65’, 80’ Hanrahan                           |
| Simmonds 25’, 36’             | c.p. |                                                                |
| Simmonds 51’                  | drop |                                                                |

### Quarti di finale
| Arbitro: | Pierre Brousset |

|                                      |      |                           |
| Blake 30’                            | mt   | 13’ Giles                 |
|                                      | tr   | 14’ O. Williams           |
| Carreras 6’, 18’, 34’, 50’, 60’, 65’ | c.p. | 22’ O. Williams 40’ Giles |

| Arbitro: | Matthew Carley |

|                                     |      |                                    |
| Am 16’ Venter 26’ Mbonambi 55’      | mt   | 31’ Schoeman 74’ Watson 81’ Cherry |
| Masuku 17’, 27’, 56’                | tr   | 32’, 75’, 83’ Healy                |
| Masuku 48’, 52’, 65’, 70’ Bosch 78’ | c.p. | 3’, 15’, 40’ Healy                 |

| Arbitro: | Christophe Ridley |

|                                                                    |      |                  |
| Yato 18’, 68’ Sowakula 36’, 59’ Newsome 43’ Simmons 63’ Jurand 79’ | mt   | 12’, 43’ Timoney |
| Belleau 19’, 37’, 45’, 61’, 64’ Bézy 69’                           | tr   | 12’, 45’ Cooney  |
| Belleau 28’, 32’                                                   | c.p. |                  |

| Arbitro: | Mike Adamson |

|                                                           |      |                                           |
| Lucchesi 5’ Menoncello 12’ R. Smith 19’ Albornoz 26’, 64’ | mt   | 2’ Heffernan 40’ Boyle 56’ Aki 67’ Oliver |
| Albornoz 6’, 20’ Umaga 28’, 65’                           | tr   | 3’, 42’ Hanrahan                          |
| Umaga 52’, 60’                                            | c.p. |                                           |

### Semifinali
| Arbitro: | Luke Pearce |

|                                   |      |                              |
| Koch 60’ Mapimpi 70’              | mt   | 4’, 19’ Jurand 29’ Newsome   |
| Masuku 61’, 71’                   | tr   | 6’, 31’ Belleau              |
| Masuku 3’, 8’, 13’, 18’, 25’, 28’ | c.p. | 15’, 36’, 40+1’, 41’ Belleau |

| Arbitro: | Nika Amashukeli |

|                                                           |      |                             |
| Hathaway 5’ Blake 28’ Hastings 57’ Clarke 61’ Thorley 77’ | mt   | 41’ Smith 54’, 66’ Lucchesi |
| Hastings 29’, 59’, 62’                                    | tr   | 67’ Albornoz                |
| Hastings 19’, 48’ Englefield 69’                          | c.p. | 15’, 23’ Albornoz           |

### Finale
| Arbitro: | Mathieu Raynal |

| |              | |
| Tuisue 57’ Socino 75’ Clarke 78’ | mt           | 25’ Buthelezi 54’ Fassi 59’ Mapimpi |
| Hastings 57’, 76’ | tr           | 26’, 55’, 60’ Masuku |
| Englefield 22’ | c.p.         | 14’, 30’, 36’, 49’, 52’ Masuku |
| · Carreras · 76’ May · Harris · 56’ Atkinson · Thorley · Hastings · 56’ Englefield · Mercer · Ludlow · 64’ Ackermann · 55’ Clark · Clarke · 40’ Balmain · 40’ Blake · 40’ Ford-Robinson | Formazioni   | · Fassi 6-16’ 74’ · Kok · Hooker · F. Venter · Mapimpi · Masuku · Williams 71’ · Buthelezi · Tshituka · J. Venter 76’ · Grobler 76’ · Eztebeth · Koch 69’ · Mbonambi 69’ · Nche 69’ |
| · 40’ Socino · 40’ Vivas · 40’ Gotovtsev · 55’ Tuisue · 64’ Clement · 56’ Varney · 56’ Llewellyn · 76’ Hathaway                                                                         | Sostituzioni | · Mbatha 69’ · Mchunu 69’ · Jacobs 69’ · Labuschagne 76’ · Richardson 76’ · Wright 71’ · Bosch 74’ · Keyter                                                                         |
| George Skivington | Allenatori   | John Plumtree |